# ミートボール吉野
ミートボール 吉野（ミートボール よしの　1973年7月26日 - ）は、日本のAV男優、セックスカウンセラー。本名は荘山 敦（しょうやま あつし）である。

## 主な経歴
神奈川県横浜市出身。横浜市立東高等学校、帝京大学法学部法律学科卒業。
2012年にはミートマカという男性向け集中力サプリメントをプロデュース。
映画「セックスの向こう側　AV男優という生き方」（2013年公開）に出演。
2014年から性の悩みを解決するセックスカウンセラーとしても活動開始しはじめた。

## 受賞歴
- 2000年度オレンジ通信AV男優大賞
- 2002年度ラズベリー大賞・サムライ部門賞
- AJAF 第7回ALL JAPAN CUP －100キロ級ライトハンド優勝、レフトハンド準優勝
- 帝京大学プロレス研究会 第4代SWSヘビー級王座
- 第10代SWSタッグヘビー級王座

## 資格
- 日本腕相撲協会『五』段

## 出演

### テレビ
- 足立区のたけし、世界の北野
- さらば青春の光の東ブクロとデビュー作（2023年12月19日、26日、テレビ大阪）

### ウェブドラマ
- 全裸監督2（2021年6月24日 全話配信、Netflix）

## 映画
- 「セックスの向こう側　AV男優という生き方」（2013年公開）

## DVD
- 「AV男優SEX塾!ミートボール吉野の即効力のある極秘テクニック」

## 関連書籍
- 水野スミレ『「AV男優」という職業 セックス・サイボーグたちの真実』角川書店、2013年2月21日。ISBN 978-4-04-110388-3